# Ernest Couteaux
Pour les articles homonymes, voir Coûteaux.
Ernest Couteaux, né le 20 novembre 1881 à Fourmies (Nord) et décédé le 29 novembre 1947 à Saint-Amand-les-Eaux (Nord), est un homme politique français.

## Biographie
Élève du collège de Saint-Amand-les-Eaux, Ernest Couteaux y obtient son baccalauréat ès sciences, puis va faire son droit à Paris. Il entre ensuite au cadastre du Nord.
Il est élu conseiller d'arrondissement de Valenciennes en 1904 et conseiller général du canton de Saint-Amand-les-Eaux-Rive droite en 1913. Il est constamment réélu depuis.
D'abord secrétaire de l'Assemblée départementale, il en est vice-président, puis président. Conseiller municipal de Saint-Amand-les-Eaux en 1912, il est toujours réélu et accède à la fonction de maire en 1919. Il conserve l'écharpe de maire jusqu'en 1943 — date à laquelle il est révoqué par le régime de Vichy — et la retrouve en 1947 puis il deviendra député du Nord de 1919 à 1928 et de 1932 à 1936.
Sous le régime de Vichy, en reprenant son projet législatif du 7 mars 1928, la loi du 7 octobre 1940, - parue au JO le 26 octobre - crée un Ordre des médecins comprenant le Conseil supérieur de la médecine et les Conseils départementaux. À la Libération, il deviendra conseiller de la République du Nord jusqu'à son décès,.
Il est enterré au cimetière central de Saint-Amand-les-Eaux, près de l'entrée, du carré militaire, et à côté de la tombe de Louise de Bettignies. Une rue porte son nom à Douai.

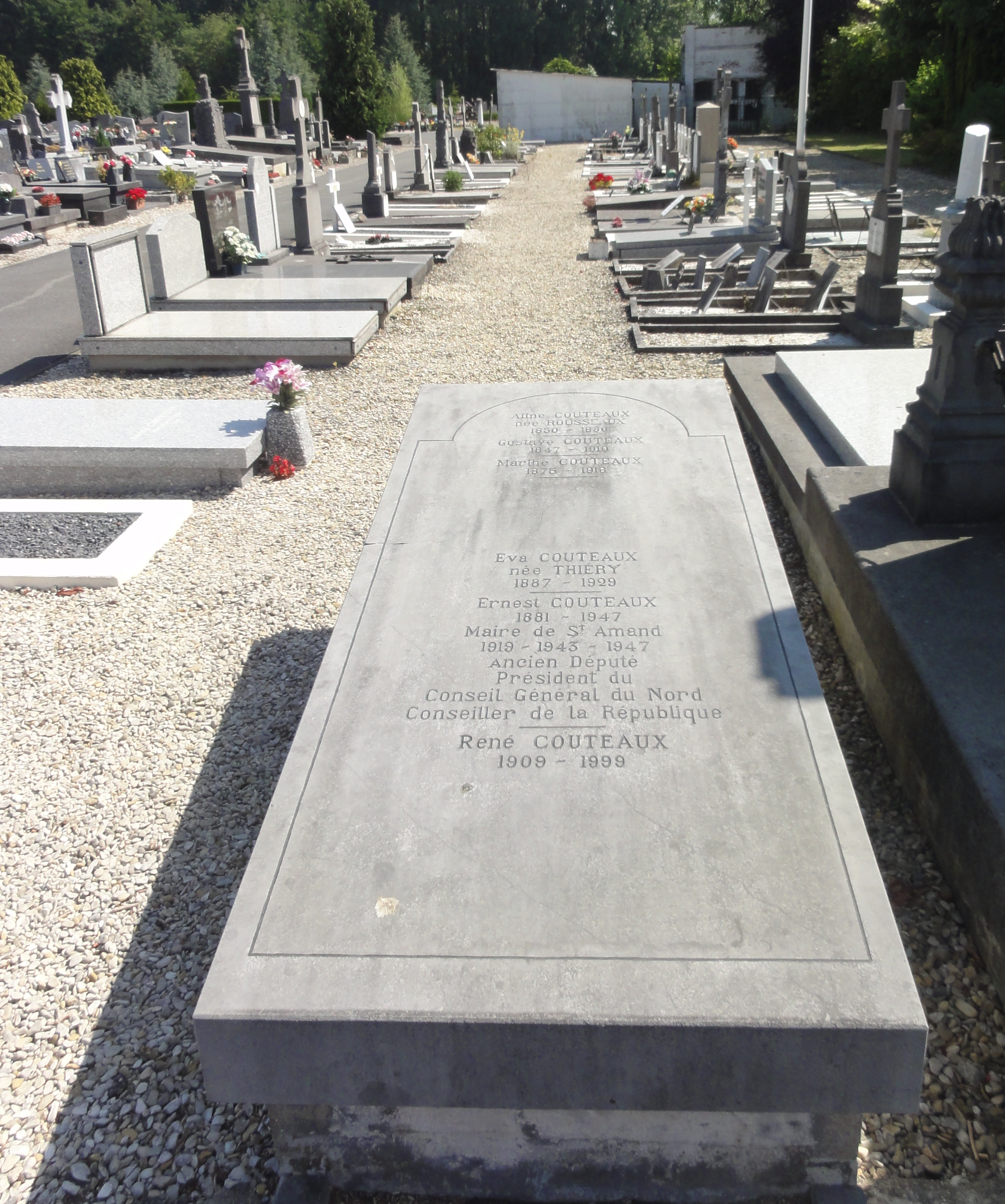
Sa tombe.
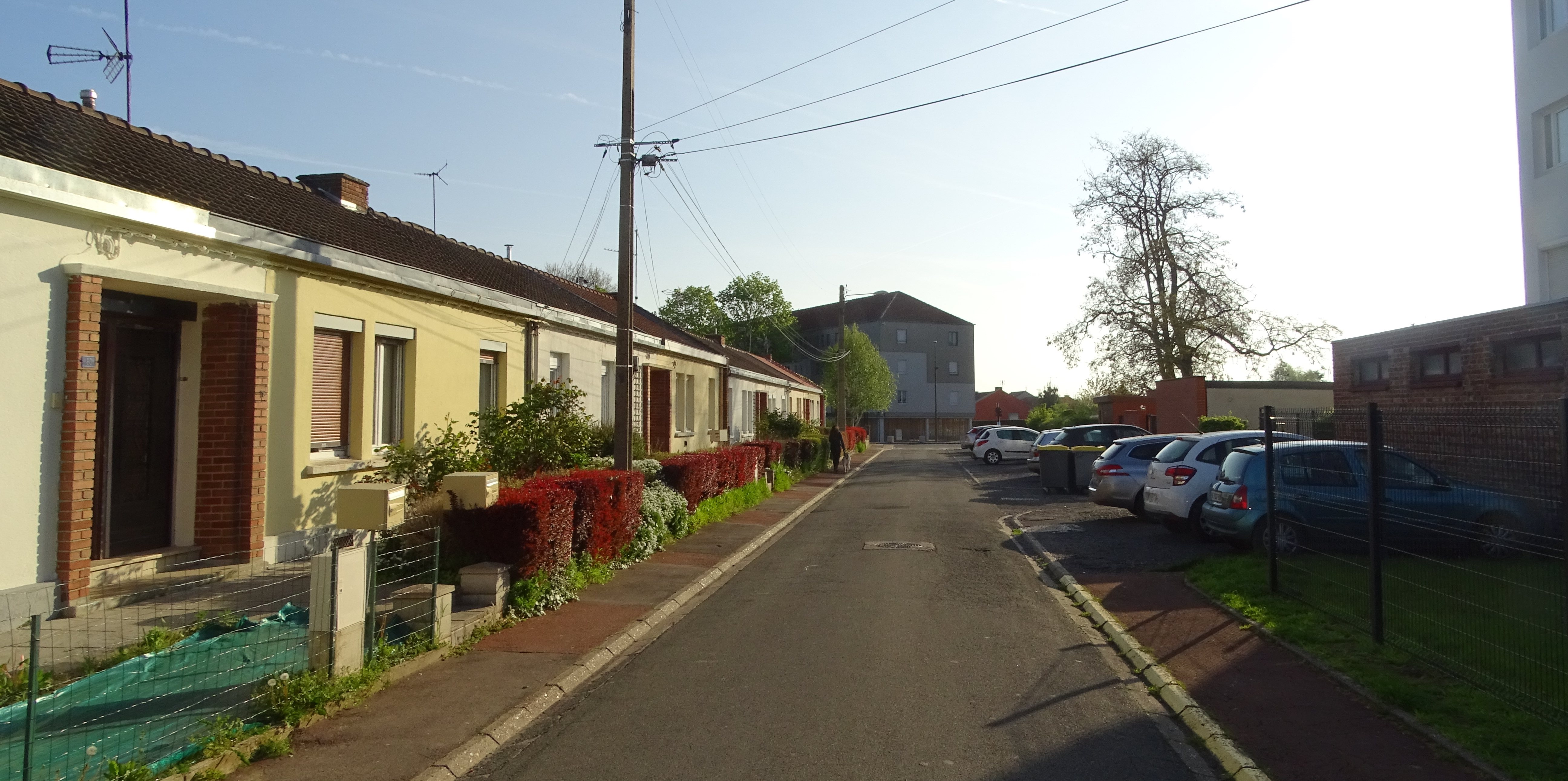
La rue Ernest-Couteaux à Douai.

## Sources
- « Ernest Couteaux », dans le Dictionnaire des parlementaires français (1889-1940), sous la direction de Jean Jolly, PUF, 1960 [détail de l’édition]